# 김지완 (드라마 작가)
김지완은 대한민국의 드라마 작가이다.

## 극본

### 드라마
- 2007년 MBC 2부작 단막드라마 《향단전》... 집필
- 2015년 KBS2 저녁 일일연속극 《오늘부터 사랑해》... 공동집필
- 2016년 KBS2 TV 소설 《저 하늘에 태양이》.... 집필
- 2021년 KBS1 저녁 일일연속극 《국가대표 와이프》... 집필
- 2025년 연극 《분홍립스틱》... 집필